# Marco Aurelio Silva Businhani
Marco Aurelio Silva Businhani (* 8. Februar 1972 in Bauru) ist ein ehemaliger brasilianischer Fußballspieler.

## Karriere
Marco begann seine Profilaufbahn 1992 beim brasilianischen EC Noroeste. 1995 wechselte er zum japanischen Erstligisten Shimizu S-Pulse. Für Shimizu bestritt er 14 Erstligaspiele und schoss dabei neun Tore. 1997 kehrte er nach Brasilien zurück. Hier spielte er bis 2002 für SC Corinthians, EC Juventude, SC Internacional und EC Santo André. 